# 若山城
若山城（わかやまじょう）は、周防国都濃郡富田（現山口県周南市）にあった日本の城（山城）。守護大名大内氏の親族であり歴代その重臣でもあった陶氏の本城である。県指定文化財。

## 概要
連郭式の中世山城で、若山山頂（標高217メートル）の本丸を中心として、東側に伸びる尾根に二の丸と三の丸、西側に伸びる尾根には西の丸と蔵屋敷が配されていた。これらの連郭部分は差し渡し約400m。各所に空堀・竪堀があり、特に本丸の北東側には畝状竪堀の跡が多数現存する。西の丸の一部には石垣も見られる。山陽道や瀬戸内海を望む交通の要衝に位置しており、海からの攻撃を防ぐため、二の丸から本丸に連なる部分や東側の尾根などに壇床と呼ばれる段々状の曲輪がある。
若山の西側には的場川とそれを挟む狭い低地があり山口に至る街道を形成している。東側は深い谷を挟んで嶽山（標高364m）があり、その向こうの平野には陶氏の居館、平城の跡がある。
現在では若山城跡として整備され、二の丸・三の丸までは車で登ることができる（数台程度が駐車可能）。

## 沿革
14世紀中頃　陶弘政（陶氏2代）が吉敷郡陶村より都濃郡富田保に移った。陶氏が富田保に入部したのは、同郡鷲頭庄（現・下松市）を拠点としていた大内氏庶流の鷲頭氏への対抗とされており、若山城の築城はこの際に行われたとの説もある。
文明2年（1470年）、応仁の乱で大内政弘が西軍の将として京に出陣中、政弘の伯父である大内教幸が東軍に通じ反乱を起こした（道頓の乱）。吉見氏など石見の国人もこの乱に呼応したため、大内領国の守りに就いていた陶弘護（陶氏7代）は防備のため若山城を築いた。陶弘護は大内教幸を破り反乱を鎮圧するが、後年宴の席で吉見信頼に刺殺された。
天文19年（1550年）に主君大内義隆と対立した陶隆房（陶晴賢）が、謀叛に備え城の修築を行った。翌年、陶隆房が若山城にて挙兵した。山口を襲って義隆を自害に追い込んだのち（大寧寺の変）、大友晴英（義隆の甥）を豊後国から迎え大内義長として擁立、自身は晴賢と名を改め大内氏の実権を握った。
天文24年（1555年）、安芸国へ軍を進めた陶晴賢が厳島の戦いで毛利元就に大敗し自害。若山城を守る晴賢の子長房は晴賢に遺恨のあった杉重輔とその手勢200余人に急襲され三の郭を占拠された。長房は城を脱出したが追撃され自刃（長房の死はほかに1556年・1557年など諸説あり）した。
同年より毛利氏の防長経略が始まり、弘治3年（1557年）、陶長房亡き後は陶氏の遺臣が若山城を守っていたが、毛利方の降伏勧告に応じたため長屋小次郎を城番とし城兵200余人でこれを守備した。そこに山口方面より陶方の兵2000余人が押し寄せ、降伏した遺臣もこれに呼応し城内に火を放ったため落城となった。その後、大内氏を滅ぼして防長二州を制圧した毛利氏により廃城とされた。
昭和48年（1973年）、南陽町（新南陽市の旧名）が登山道を設置。昭和62年（1987年）に山口県の指定文化財となった。平成3年（1991年）頃より地元有志（現・陶の道を発展させる会）が中心となり城跡・登城道の整備、イベントの開催、NHK大河ドラマの誘致運動などを行った。平成22年（2010年）に築城540年記念事業として石碑建立やイベントなどが開かれた。

## その他
- 城跡と登山道には桜が植樹され地元の花見名所になっている。
- かつて陶氏家臣の登城に使われた道筋は「陶の道」の名で地元に知られ、平成16年に日本ウオーキング協会「美しい日本の歩きたくなるみち500選」にも選ばれている。
- 前述のNHK大河ドラマ誘致活動の後、「毛利元就」で若山城を舞台とする場面が放映されている。